# Sint-Annakapel (Pellenberg)

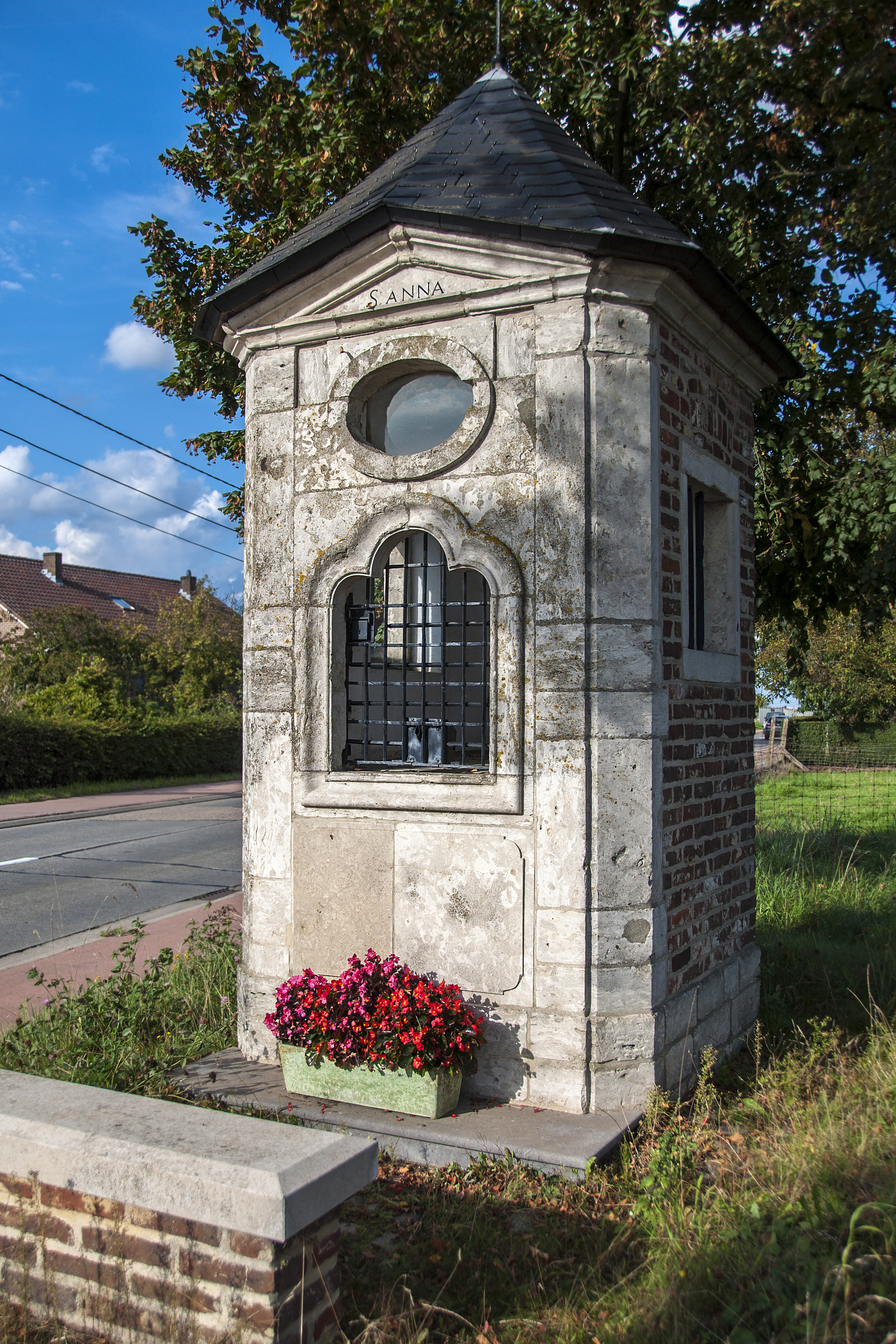
Sint-Annakapel

De Sint-Annakapel is een kapel aan de Kapelstraat in de tot de Vlaams-Brabantse gemeente Lubbeek behorende plaats Pellenberg.
Deze grote pijlerkapel stamt uit de 17e eeuw en werd gebouwd in baksteen met een voorgevel in zandsteen.